# Anund (Anoundus)
Anund (latin: Anoundus) omnämns av ärkebiskop Rimbert i Vita Anskarii som en före detta svensk kung, som försökte återta makten från kung Björn.

## Biografi enligt ärkebiskop Rimbert
Rimbert berättar att Anund återvände med 21 danska långskepp och 11 egna omkring år 844. Anund hade lovat danerna rikt krigsbyte om de deltog på expeditionen och när de anlände var kungen bortrest; endast hövitsmannen Herigar var där. Anund krävde Birkas invånare på ett hundra mark silver för att inte bränna staden, vilket de gick med på. Nu kände sig danerna lurade och planerade en överraskningsattack på Birka för att plundra staden. Anund försökte övertala dem att inte göra det och föreslog att de skulle dra lott (troligen tydde de runor). Svaret var att ett anfall på Birka skulle leda till olycka och när de frågade vad de skulle göra härnäst fick de besked om att plundra en slavisk stad. Detta gjorde de och de återvände med rikt krigsbyte.
Enligt Rimbert betalade Anund tillbaka silvret. Han försonades med folket och stannade kvar i Sveariket.
Försök har gjorts att identifiera honom med Anund Uppsale från tillägget till Hervarar saga.